# De Marokkaan en de kat van tante Da
De Marokkaan en de kat van tante Da is een Nederlandstalig kinderboek, geschreven door Henk Barnard, met illustraties van zijn echtgenote Reintje Venema. Het werd uitgegeven in 1972 door Van Holkema & Warendorf (Bussum) en een aantal maal herdrukt (8e druk: 1995, bij uitgeverij Leopold). De doelgroep is 10+.
In 1973 verscheen het vervolg, De krakers en het huis van tante Da, eveneens geïllustreerd door Reintje Venema.

## Prijzen
De Marokkaan en de kat van tante Da werd in 1973 bekroond met de Gouden Griffel.
Het juryrapport noemt het boek "een vrolijk verhaal over een zeer aktueel onderwerp" en merkt op: "aan de taal, veel dialogen, is duidelijk merkbaar dat dit boek oorspronkelijk als hoorspel werd geschreven". De jury vindt het boek zeer geschikt voor "gesprekken over dit onderwerp, thuis of op school".
Barnard won enkele jaren later nogmaals een Gouden Griffel, voor Kon hesi baka Kom gauw terug (in 1977).

## Inhoud
Vijf kinderen gaan op zoek naar Ali Baba, de weggelopen Siamese kat van tante Da. Ze vinden hem niet, maar stuiten wel op een Marokkaanse gastarbeider in een treinwagon, Ali. Hij zoekt werk, maar het blijkt een hele toer om aan werk- en verblijfsvergunningen te komen. Hij mag voorlopig bij tante Da logeren.
Later slaapt hij in het kantoortje van de porselein- en glasfabriek, waar hij een baan heeft gevonden. Hij durft er al snel niet meer te slapen, omdat het 'spookt'. Als Ali door de politie wordt opgepakt, wordt zijn verblijfsvergunning geregeld. Marleen en Elsje ontdekken het 'spook' in de fabriek: het is de kat van tante Da. Ali gaat opnieuw bij tante Da in huis wonen.

## Boekbesprekingen
Na verschijning en na de toekenning van de Gouden Griffel verschenen er in verschillende kranten besprekingen van het boek.
- "(het boek) is bedacht, spannend, avontuurlijk en grappig. (...). Een beetje onwaarschijnlijk, misschien, maar er gebeuren in kinderboeken (...) wel meer onwaarschijnlijke dingen. Dat is nu juist het leuke! Tante Da, een vriendelijke volksvrouw, komt goed uit de verf, net als de buurt waar zij woont. (...) door de problematiek van de gastarbeiders die wordt gesteld, is dit leuke boek toch niet oppervlakkig te noemen!" (Mischa de Vreede, NRC Handelsblad, 1973).[2]
- "Henk Barnard heeft in dit boek op luchtige en kinderlijke wijze het probleem van de gastarbeiders aangesneden. (...). Een leuk fris boek. Het taalgebruik is traditioneel en gaat wat mank aan een teveel aan dialoog, wat voorlezen er niet gemakkelijker op maakt. Hierin verraadt zich de oorsprong als radiohoorspel. Ik vind ook dat de personen wat te veel typeringen blijven". (W. Goeman-Van Randen, Leeuwarder courant, 1973).[3]